# Gephyrota nigrolineata
Gephyrota nigrolineata là một loài nhện trong họ Philodromidae.
Loài này thuộc chi Gephyrota. Gephyrota nigrolineata được Eugène Simon miêu tả năm 1909.